# Baleia Mutante
Baleia Mutante é uma banda paulistana de surf rock fundada em 2011.

## Biografia
A banda Baleia Mutante foi idealizada e fundada em 2011 por Bart Silva, que já foi baterista de bandas como Astronautas, HellSakura, Edy Star (Raul Seixas), entre outras. 
Em dezembro de 2012, lançaram o seu disco de estréia, "Confusão Sonora Organizada". Deste álbum, destaca-se a música “Marte, aí vou eu!”, que ficou em segundo lugar na categoria instrumental do Samsung E-Festival de 2014.
Em 2013, eles fizeram a abertura do Prêmio Dynamite de Música Independente.
Em 2014, eles lançaram o segundo álbum, intitulado Versões Macabras para Crianças Malcriadas, e composto por releituras para clássicos do rock. Deste álbum destaca-se a faixa “Roots Surf Roots”, uima releitura de “Roots Bloody Roots”, do Sepultura, que foi muito bem recebida pelo público e elogiada por Andreas Kisser, sendo por isso executada na rádio 89FM (Rádio Rock de São Paulo) no programa Pegadas de Andreas Kisser.
Em 2015, a banda foi convidada a abrir os shows da banda Spy v. Spy no Brasil.
Também em 2015, eles participaram do projeto Converse Rubber Tracks com o lançamento do single “Tô Aqui”, que contou com a participação especial de Clemente Nascimento, do Inocentes e da Plebe Rude. O single foi lançado oficialmente na Rádio Kiss Fm de São Paulo.

## Formação
- Bart Silva (bateria e voz)

## Discografia

### Álbuns de Estúdio
- 2012 - Confusão Sonora Organizada
- 2014 - Versões Macabras para Crianças Malcriadas
- 2018 - Buena Onda (EP)

### Singles
- 2015 - Tô Aqui (Com Clemente Nascimento)

## Prêmios e Indicações
| Ano  | Prêmio             | Categoria           | Indicação           | Resultado     | Ref.  |
| ---- | ------------------ | ------------------- | ------------------- | ------------- | ----- |
| 2014 | Samsung E-Festival | Música Instrumental | “Marte, aí vou eu!” | Segundo Lugar | [ 2 ] |